# Verbandsgemeinde Hauenstein
La comunità amministrativa di Hauenstein (Verbandsgemeinde Hauenstein) si trova nel circondario del Palatinato Sudoccidentale nella Renania-Palatinato, in Germania.

## Comuni
Fanno parte della comunità amministrativa i seguenti comuni:
| Comune, città               | Sup. (km²) | Abitanti |
| --------------------------- | ---------- | -------- |
| Darstein                    | 2,39       | 204      |
| Dimbach                     | 2,19       | 183      |
| Hauenstein                  | 13,91      | 3 990    |
| Hinterweidenthal            | 16,90      | 1 540    |
| Lug                         | 2,32       | 606      |
| Schwanheim                  | 6,96       | 591      |
| Spirkelbach                 | 6,89       | 675      |
| Wilgartswiesen              | 58,34      | 976      |
| Verbandsgemeinde Hauenstein | 109,90     | 8 765    |

(Abitanti al 31 dicembre 2021)